# Tambusai
Tambusai is een bestuurslaag in het regentschap Kampar van de provincie Riau, Indonesië. Tambusai telt 1828 inwoners (volkstelling 2010).